# La casta de los Metabarones
La casta de los Metabarones es una serie de cómics sobre la historia de una dinastía de guerreros perfectos conocidos como Metabarones. La serie de los Metabarones fue escrita por el chileno-francés Alejandro Jodorowsky e ilustrada, en su primera etapa, por el argentino Juan Giménez. La serie fue publicada originalmente por Humanoïdes Associés, en francés y el último volumen fue lanzado a principios de 2008. Esta saga ha sido traducida completa al inglés, al español, al alemán y al polaco. El éxito de The Metabarons en el mercado estadounidense propició la aparición de un juego de rol, The Metabarons Roleplaying Game.

## Publicación
La primera aparición de un Metabarón (cronológicamente el último de los Metabarones) fue en mayo de 1981 en la serie de cómics El Incal donde era un personaje secundario. Esto fue seguido por una serie de precuelas que despejaban el origen del personaje, presentado como la narración del robot Tonto a otro robot, Lothar, sobre los logros de su amo. 
La serie ocurre a lo largo de varias generaciones y es la crónica de la vida de cinco Metabarones. Las historias se caracterizan por la ciencia fantástica en una escala épica, un telón de fondo para una obra que cita a la tragedia griega. Las historias están fuertemente influenciadas por el universo presente en la serie de novelas de Dune de Frank Herbert.
A partir de 2007 se reanuda la saga como precuela, con la historia de los primeros ancestros. El guion continúa siendo de Jodorowsky y en esta nueva etapa los dibujos corren a cargo del dibujante español Das Pastoras.
Los metabarones poseen excepcionales poderes de lucha, que acrecientan en cada nueva generación. Sin embargo, cada uno mutila a su descendiente a modo de iniciación después de haberlo entrenado. Y cada meta barón es asesinado por su descendiente.

## Publicaciones

### Juan GiménezyAlejandro Jodorowsky
1. Othon, el tatarabuelo. Ediciones B colección "Los libros de CO&CO" 1993 con prólogo de Jorge Zentner y Norma Editorial 1998
2. Honorata, la tatarabuela. Ediciones B colección "Los libros de CO&CO" 1994 con prólogo de Alejandro Jodorowsky y Norma Editorial 1998
3. Aghnar, el bisabuelo. Norma Editorial, 1996
4. Oda, la bisabuela. Norma Editorial, 1997
5. Cabeza de Hierro, el abuelo. Norma Editorial, 1999
6. Doña Vicenta Gabriela de Rokha, la abuela. Norma Editorial, 2000
7. Aghora, el padre-madre. Norma Editorial, 2002
8. Sin Nombre, el último Metabarón. Norma Editorial, 2003

### Das PastorasyAlejandro Jodorowsky
1. Castaka 1. Dayal, el primer ancestro. Norma Editorial, 2008
2. Castaka 2. Las gemelas rivales. Norma Editorial, 2014

### Travis Charest,Zoran JanjetovyAlejandro Jodorowsky
1. Las armas del Metabarón Planeta DeAgostini, 2010

Un libro especial con entrevistas a Jodorowsky y Gimenez, además de bocetos, ilustraciones inéditas y una historia sobre uno de los ancestros del Metabarón llamada La casa de los ancestros Norma Editorial, 2002.
Existe también una historia corta (9 páginas), publicada por el nuevo Métal Hurlant n.º 1 Devir Iberia, 2002 con dibujos de Travis Charest y guion de Alejandro Jodorowsky que nos vuelve a narrar el enfrentamiento entre el último Metabarón y su padre-madre Aghora cuyos hechos ocurren en el álbum "Sin nombre, el último Metabarón".

## Las mutilaciones
Son las que definen la fuerza y la debilidad de cada metabarón: Othon, el castrado, es el paladín de la galaxia, pero no puede tener hijos hasta que conoce a Honorata, una poderosa bruja que consigue quedarse embarazada con una sola gota de su sangre. El hijo de ambos, Aghnar, resulta ser capaz de levitar en el aire, por eso su padre mutila sus pies sustituyéndolos por unas botas metálicas que le permiten mantenerse en el suelo. El hijo de Aghnar, Cabeza de Hierro, es el caso más extremo, su padre le arranca la cabeza y se cría con un cerebro cibernético que le impide tener sentimientos, hasta que encuentra la cabeza del último poeta de la galaxia y se la coloca, lo cual le permite conquistar el corazón de Doña Gabriela. Cuando están esperando mellizos el parto se complica y Cabeza de Hierro debe implantar el cerebro del niño en el cuerpo de la niña para que al menos uno de ellos sobreviva, así nace Aghora, quien años más tarde, atrapado en el cuerpo de una mujer, decide mutilarse sus pechos con cirugía láser, su padre la reconoce como un legítimo heredero cuando esta le permite amputar su mano con una laminadora de cecinas sin mostrar otra expresión más una lágrima involuntaria a pesar de la lenta agonía que significó y a su vez, le priva a su hijo el derecho a tener una identidad, destruye sus sentido del gusto y le arranca una oreja clavando de inmediato a pulso el implante en su cráneo.

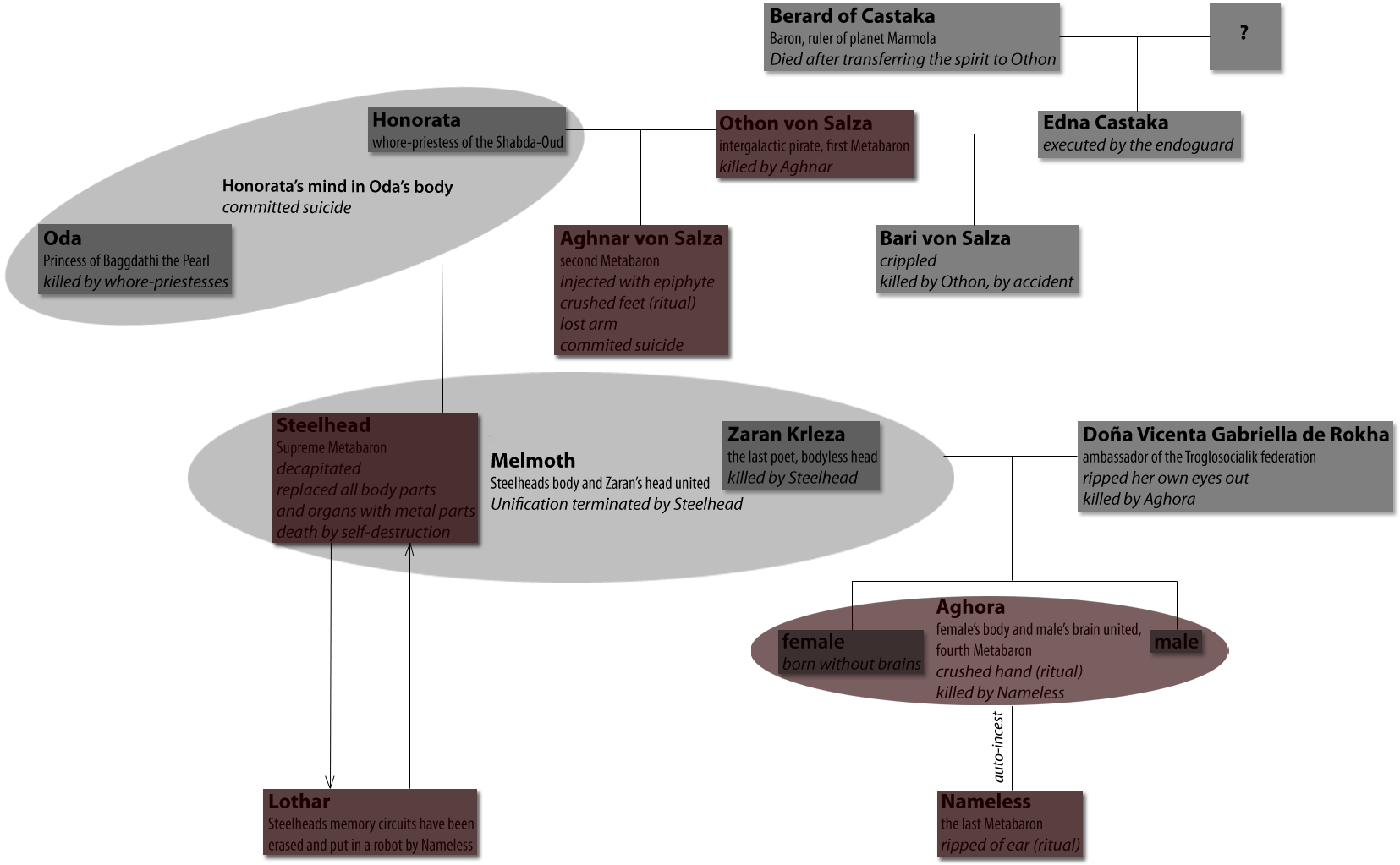
Árbol genealógico de los Metabarones.

## Referencia bibliográfica
- La casta de los Metabarones. Edición que recopila los ocho álbumes firmados por Jodorowsky y Juan Gimenez (2007, colección Reservoir Books de editorial Mondadori, ISBN 978-84-397-2085-0, 584 páginas en tamaño comic book).
- La Nissaga del Metabarons#1. Edición que recopila los tres primeros álbumes. Con portada inédita procedente de la edición USA (2008,  Glénat, ISBN 978-84-835-7455-3).